# STS-51-L
STS-51-L byla poslední mise raketoplánu Challenger. Cílem mise bylo vypuštění komunikační družice TDRS-B, astronomické pozorování a experimenty. Raketoplán 73 sekund po startu explodoval a nikdo ze sedmičlenné posádky nepřežil. Spolu s havárií raketoplánu Columbia jde o nejtragičtější vesmírnou misi, při obou zahynulo sedm lidí.

## Cíl mise
Hlavním cílem mise bylo vypuštění telekomunikační družice TDRS-B, ke kterému mělo dojít přibližně 6 hodin po startu. Komunikační družice ale neměla být jediným nákladem vypuštěným do vesmíru. V nákladovém prostoru se nacházela taktéž družice Spartan/Halley, kterou měl raketoplán druhý den letu vypustit a 5. den letu zachytit a uložit zpět do nákladového prostoru. Kromě toho měla posádka pozorovat a fotografovat Halleyovu kometu a vykonat mikrogravitační experimenty. V náplni letu byly také experimenty, které připravili studenti vysokých škol a univerzit z celých Spojených států amerických. Návrat na Zemi se předpokládal začátkem sedmého dne letu tj. 6 dní a 34 minut po startu.
V rámci programu Učitel ve vesmíru, který vyhlásil prezident Ronald Reagan 27. srpna 1984 se na palubu raketoplánu dostala i učitelka Christa McAuliffeová. Měla své žáky vyučovat přímo z oběžné dráhy prostřednictvím televizního přenosu. Byla označována jako „první cestující do vesmíru“ a její přítomnost na palubě budila mimořádnou pozornost. Byla vybrána z více než 11 000 zájemců. Poté se výběr zúžil na 114 zájemců, z kterých vybralo ředitelství NASA 10 finalistů – 6 žen a 4 muže. 22. července 1985 oznámilo ředitelství NASA ve Washingtonu, že do vesmíru poletí Christa McAuliffeová a její náhradou měla být Barbara Morganová. Funkce Christy McAuliffeové jako člena posádky dostala nové označení – účastník kosmického letu (SFP – Space Flight Participant).

## Posádka
- Francis R. „Dick“ Scobee (velitel) – narozený 19. května 1939 v městě Cle Elum ve státě Washington. Do armády vstoupil v roce 1965 a dosáhl hodnosti majora. Absolvoval leteckou školu výzkumných pilotů (Edwards AFB). Astronautem se stal v roce 1978 a v roce 1984 absolvoval svůj první let do vesmíru (STS-41-C).
- Michael J. Smith (pilot) – narozený 30. dubna 1945 v Bedfortě, Severní Karolína. Sloužil jako zkušební pilot a pilot útočných letadel A-6 Intruder. Astronautem se stal v roce 1981. Mise STS-51-L měla být jeho prvním letem do vesmíru.
- Ellison S. Onizuka (první letový specialista ) – narozený 24. června 1946 v Kealakekua na Havaji. Vystudoval letecké inženýrství na univerzitě v Coloradu. Poté se na letecké základně McClellan AFB podílel na bezpečnostních zkouškách více typů letadel. Do týmu astronautů přišel v roce 1978 a jako letový specialista se zúčastnil mise STS-51-C.
- Judith A. Resniková (druhý letový specialista) – narozena 5. dubna 1949 v městě Akron ve státu Ohio. Do týmu astronautů vstoupila v roce 1978 a svůj první let absolvovala v roce 1984 na palubě Discovery při letu STS-41-D. Stala se tak druhou Američankou ve vesmíru po Sally Rideové a celkově čtvrtou ženou ve vesmíru.
- Ronald E. McNair (třetí letový specialista) – narozený 21. října 1950 v Lake City ve státě Jižní Karolína. Do NASA přišel v roce 1978 a svůj první let STS-41-B ve funkci letového specialisty absolvoval v roce 1984.
- Christa Sharon McAuliffeová (první specialista pro užitečné zatížení) – narozena 2. září 1948 v Bostonu ve státě Massachusetts. Nebyla profesionální astronautkou – do této mise byla vybrána v rámci programu Učitel ve vesmíru v roce 1985.
- Gregory B. Jarvis (druhý specialista pro užitečné zatížení) – narodil se 24. srpna 1944 v Detroitu. Byl zaměstnaný ve firmě Hughes Aircraft Co., kde pracoval na vývoji některých družic. Do mise byl vybrán v roce 1984.

## Příprava na start
Příprava raketoplánu Challenger na misi začala, jako obyčejně, v hangáru OPF na Floridě. Na Floridu se družicový stupeň raketoplánu dostal prostřednictvím transportního letadla Boeing-747SCA z Kalifornie, kde uskutečnil svoje poslední přistání. V hangáru do nákladového prostoru raketoplánu vložili laboratoř Spacelab-D1 a speciální úchytnou konstrukci na družici TDRS-B. Na orbiteru byly vyměněny motory SSME a RCS. 16. prosince 1985 byla Challenger přemístěný do montážní haly VAB. Tam k orbiteru připojili hlavní palivovou nádrž ET a pomocné motory SRB. Z haly putovala startovací sestava na rampu 39-B. Začátkem ledna do nákladového prostoru vložili družice TDRS-B a Spartan/Halley. První datum startu bylo stanoveno na 22. ledna 1986.

### Problémy před startem
K prvnímu odkladu startu došlo z toho důvodu, že předcházející mise STS-61-C měla časový skluz. Start Challengeru byl tedy přeložen na 25. ledna. V ten den se však nemohlo startovat z důvodu špatného počasí v místě nouzového přistání. Další pokus o start proběhl 27. ledna, ale opět došlo k odvolání startu. Tentokrát pro technickou závadu. Start byl přeložený o jeden den na 28. ledna. I v tento den došlo k odkladu, ale pouze o dvě hodiny. Příčinou byla porucha počítače.
V ten den bylo na mysu Canaveral velmi chladné počasí. Teploty byly, na floridské poměry, velmi nízké, naměřili −4 °C.
Kontrola před startem neukázala žádné vážné závady. Někteří pracovníci firmy Thiokol upozorňovali na to, že pokles teploty může ovlivnit pružnost a spolehlivost teflonového těsnění motorů SRB. Někteří inženýři proti startu dokonce protestovali a upozorňovali, že nízká teplota může zavinit nepružnost těsnění. Z tohoto důvodu se před startem odehrála dvouhodinová tisková konference. Tlak termínů byl však příliš silný. Kvůli odkladu předcházející mise se posunul i pevný termín startu Challengeru, který byl později několikrát změněný. Další raketoplán Columbia musel bezpodmínečně odstartovat už 6. března, takže v tomto natěsnaném programu byly další odklady velmi nežádoucí. Ředitel NASA Jesse Moore prohlásil, že představitelé NASA i jejich dodavatelé považují podmínky za přijatelné. Nikdo z vedení firmy Morton Thiokol nemohl předložit vedení NASA dostatečně přesvědčivý argument o tom, že start je potřeba bezpodmínečně odložit.
Raketoplán odstartoval na svoji poslední cestu 28. ledna 1986 v 11:38 místního času. Na pilotní palubě seděl vlevo ve velitelském křesle Francis Scobee, vpravo od něho pilot Michael Smith. Za ním v druhé řadě seděl Ellison Onizuka, vpravo od něho (mezi piloty v druhé řadě) byla Judith Resniková. V obytné části byli další tři astronauti: uprostřed Gregory Jarvis, po pravé ruce Christa McAuliffeová a vlevo Ronald McNair.

## Průběh letu a havárie

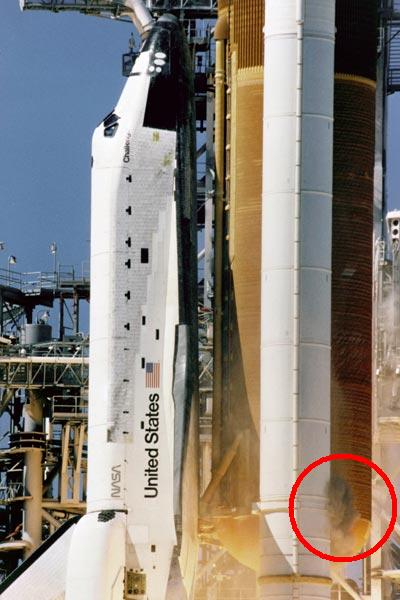
Start raketoplánu Challenger STS-51-L. Zřetelně je vidět obláček spalin z netěsnosti spojů motoru.

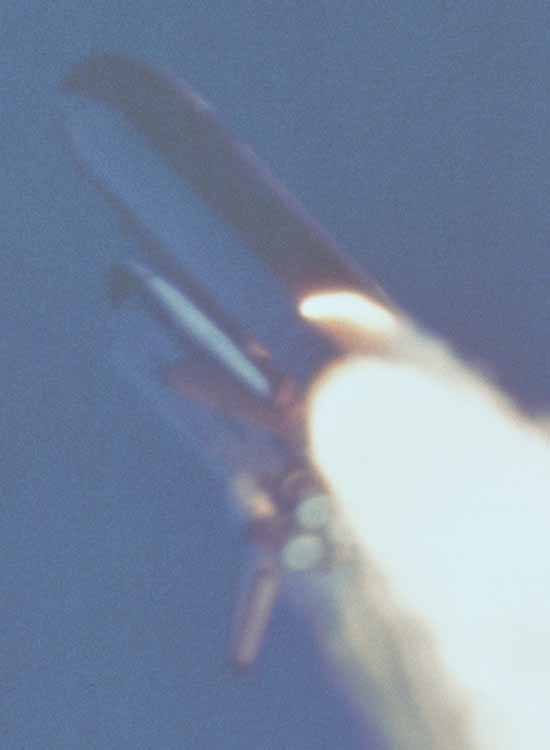
Let raketoplánu Challenger a unikající spaliny z motoru SRB

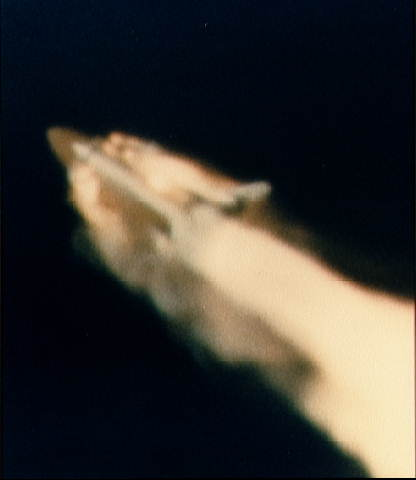
Destrukce Challengeru: aerodynamické síly roztrhaly nádrž ET

Jak se později ukázalo, už krátce po startu zaznamenaly sledovací kamery něco, co nebylo úplně v pořádku. Jednalo se o malý obláček černého dýmu (viz obrázek vpravo) z netěsnosti, která se objevila v čase +0,445 sekund. Nacházel se zhruba v oblasti spodního spoje pravého motoru SRB s nádrží ET. Podle počítačových simulací v tomto místě došlo k největšímu proudění vzduchu a tím pádem i k největšímu poklesu teploty na povrchu raketoplánu. Netěsnost způsobila ztrátu pružnosti gumových kroužků mezi jednotlivými segmenty motoru. Do takto vzniklé štěrbiny vnikly spaliny a začaly přepalovat gumové těsnění a vnější kryt motoru. Tento dým sledovaly kamery až do 12. sekundy letu, kdy se škvíra působením aerodynamických sil sama na chvíli utěsnila.
V čase T-0 se Challenger vznesl k obloze z odpalovací rampy 39-B. Tímto startem se začala v pořadí 25. mise amerického raketoplánu a 10. let družicového stupně Challenger. V okamžiku startu Resniková nadšeně zakřičela: „Skvělé!“ Vzápětí se přidal i velitel Scobee: „Jdeme na to!“ Nikdo na palubě a ani v řídícím středisku neměl ani nejmenší podezření, že by mohly být vážné problémy.

### Průběh startu
Téměř celou první minutu probíhal let relativně normálně, i když i v této fázi byly později nalezeny známky blížícího se neštěstí. Následuje přehled událostí od opuštění startovací rampy až do okamžiku katastrofy.
- T + 6,5 sekund: Zvýšení tahu motorů ze 100 na 104 %.
- T + 7 sekund: Začátek rotace raketoplánu. Při tomto manévru se raketoplán obrací orbiterem směrem k oceánu. Začátek tohoto manévru oznámil Scobee v čase T + 7 sekund řídícímu středisku slovy: „Houstone, Challenger začíná rotovat.“
- T + 14 sekund: Resniková ohlásila zkratkou L. V. L. H. ukončení manévru, a potom přidala: „Je to paráda!“
- T + 16 sekund: Scobee: „Všechno je v pořádku!“
- T + 19 sekund: Smith (Scobeemu): „Podívej, jak dnes víříme vzduch!“
- T + 20 sekund: Scobee (Smithovi): „To jo…“
- T + 20 sekund: Plánované snížení tahu motorů na 94 % výkonu.
- T + 22 sekund: Scobee (Smithovi): „Je trochu těžké dívat se z tohohle okna.“
- T + 28 sekund: Scobee (řídícímu středisku): „Výška deset tisíc stop, Mach nula pět.“ Znamenalo to, že Challenger letěl ve výšce asi 3,5 kilometru a letěl rychlostí půl Machu.
- T + 35 sekund: Scobee (řídícímu středisku): „Nula devět.“
- T + 36 sekund: Plánované snížení tahu motorů SSME na 65 % výkonu.
- T + 40 sekund: Rychlost jeden Mach (raketoplán překročil rychlost zvuku). V tomto okamžiku zaznamenal hlavní počítač raketoplánu silné boční nárazy větru – je možné, že právě ty umožnily opětovné unikání spalin z těsnění motorů SRB.
- T + 40 sekund: Scobee (řídícímu středisku): „Máme Mach jedna.“ Vzápětí vyslovil další hlášení: „Prolétáváme přes devatenáct tisíc.“ Raketoplán překonal výšku 19 000 stop, což odpovídá asi 5,8 kilometru.
- T + 43 sekund: Scobee (řídícímu středisku): „O. K. Snižujeme tah motorů.“
- T + 50 sekund: Tah SSME začíná plánovaně opět narůstat.
- T + 52 sekund: Opětovné zvýšení tahu SSME na 100 %. Challenger letěl rychlostí 414 m/s ve výšce asi 8 km a ve vzdálenosti 5,5 km od místa startu. Letová telemetrie nevykazovala žádné odchylky.
- T + 57 sekund: Scobee: „Zvyšujeme tah.“
- T + 58 sekund: Smith: „Zvýšeno.“
- T + 58,8 sekund: Na záznamech kamer se opět objevuje dým.
- T + 59 sekund: Dým se mění na plamen. Tento plamen v okamžiku narostl na délku přibližně 2,5 metru, přičemž teplota spalin dosáhla 3200 °C.
- T + 60 sekund: Smith: „Jedeme dál.“ Zároveň neidentifikovatelný hlas nadšeně vykřikl: „Huráá…“
- T + 60 sekund: Sledovací přístroje zaznamenávají odchylku od předpokládaného tlaku v poškozeném motoru SRB.
- T + 60,497 sekund: Tvar plamenu se náhle změní, pravděpodobně v důsledku toho, že dosáhl až na povrch hlavní palivové nádrže.
- T + 62 sekund: Smith: „Jedeme přes třicetpěttisíc, jeden a půl. Výška 35 000 stop (10,7 km), rychlost 1,5 Machu.“
- T + 62,5 sekund: Autopilot poprvé vychýlením trysek motorů SSME korigoval odchylku od stanovené dráhy. Odchylka byla způsobena poklesem tlaku v motoru SRB. Challenger letěl rychlostí zhruba 500 m/s.
- T + 65 sekund: Plamen poškodil hlavní palivovou nádrž ET, unikající vodík začal pomalu hořet.
- T + 65 sekund: Scobee: „Máme 486.“ Běžná zpráva o sledování rychlosti větru.
- T + 67 sekund: Smith (Scobeemu): „Jo, mám to také.“
- T + 67 sekund: V nádrži ET přestal narůstat tlak.

V tuto chvíli ještě nikdo netušil blížící se katastrofu. Plamen unikajícího vodíku však pomalu přepaloval spodní spoj mezi hlavní nádrží a pomocným motorem. V nádrži přestal narůstat tlak. Poslední okamžiky letu vypadaly takto:
- T + 71 sekund: Tlak ve spalovací komoře pravého motoru SRB byl už o 4 % nižší oproti normálu.
- T + 72,141 s: Všechno nasvědčuje tomu, že plamen přepálil spodní závěs pravého motoru SRB. Challenger začal být se zrychlením 0,227 G doprava. Jeho výška byla 14 kilometrů a rychlost 550 metrů za sekundu.
- T + 72,201 s: Gyroskopy motoru SRB zaregistrovaly nečekaný pohyb. Motor, volně visící na horním spoji, se začal naklánět spodní částí směrem k pravému křídlu raketoplánu a jeho špička se přiblížila k nádrži ET.
- T + 72,564 s: Citlivý autopilot raketoplánu se snažil nečekané působení sil napravit vychýlením trysek SSME na maximum. Zároveň klesal tlak na vstupu pohonných hmot a v marné snaze zastavit jeho další pokles se otevřely ventily záložního tlakování.
- T + 72,661 s: Autopilot už dále nedokázal korigovat působení sil. Challenger začal se zrychlením 0,254 G uhýbat doleva.
- T + 73,137 s: Špice motoru SRB se zabořila do nádrže ET, kterou okamžitě roztrhla. Z nádrže začal unikat kapalný vodík a kyslík.
- T + 73,162 s: Oblak rozprášeného kyslíku a vodíku zahalil celý raketoplán. Aerodynamické síly začaly trhat poškozenou nádrž ET.
- T + 73,191 s: Vznítil se vodík unikající mezi raketoplánem a nádrží ET.
- T + 73,304 s: Explodovala celá hlavní palivová nádrž obsahující 82 tun vodíku. Exploze odpovídala síle 160 až 200 tunám TNT. Orbiter však nadále letěl, využívaje poslední zbytky paliva v potrubí, a vysílal telemetrické údaje.
- T + 73,534 s: Autopilot vypnul první motor SSME pro nedostatek paliva.
- T + 73,631 s: Tlaková vlna z exploze nádrže zasáhla orbiter. Byly přijaty poslední telemetrické údaje z raketoplánu. V následujících okamžicích vybuchly všechny nádrže na palubě Challengeru a též družice TDRS-B se svým urychlovacím stupněm IUS.

Asi 3 sekundy před destrukcí hlásil velitel Scobee: „Všechno v pořádku, jedeme na plný plyn!“ Posledním zvukovým spojením s kabinou byl v čase T + 73 sekund výkřik pilota Smitha. Telemetrie na všech 518 obrazovkách v řídícím středisku se zastavila a na monitorech se objevilo písmeno „S“ znamenající statický, neměnný stav. Vyděšení očití svědkové viděli, jak se raketoplán proměnil v ohnivou kouli, od které se postupně oddělovaly úlomky, zanechávajíce za sebou proudy spalin.
Oficiální hlasatel Steve Nesbitt komentoval: „Letoví kontroloři velmi starostlivě sledují situaci.“ O chvíli později prohlásil: „Zřejmě došlo k vážnému selhání…“ Nakonec tichým hlasem dodal: „Nemáme žádné spojení.“
Motory SRB však havárii přežily a ačkoliv poškozené, nadále pokračovaly v letu. Levý motor poté náhle změnil směr a zamířil k pobřeží Floridy. Z důvodu obav, že dopadne do obydlených oblastí, bezpečnostní důstojník vydal povel k jeho autodestrukci. Protože však přijímače destrukčních signálů na obou SRB pracují na stejné frekvenci, došlo v čase T + 110 sekund ke zničení obou motorů. Tato událost později zkomplikovala vyšetřování příčin havárie.

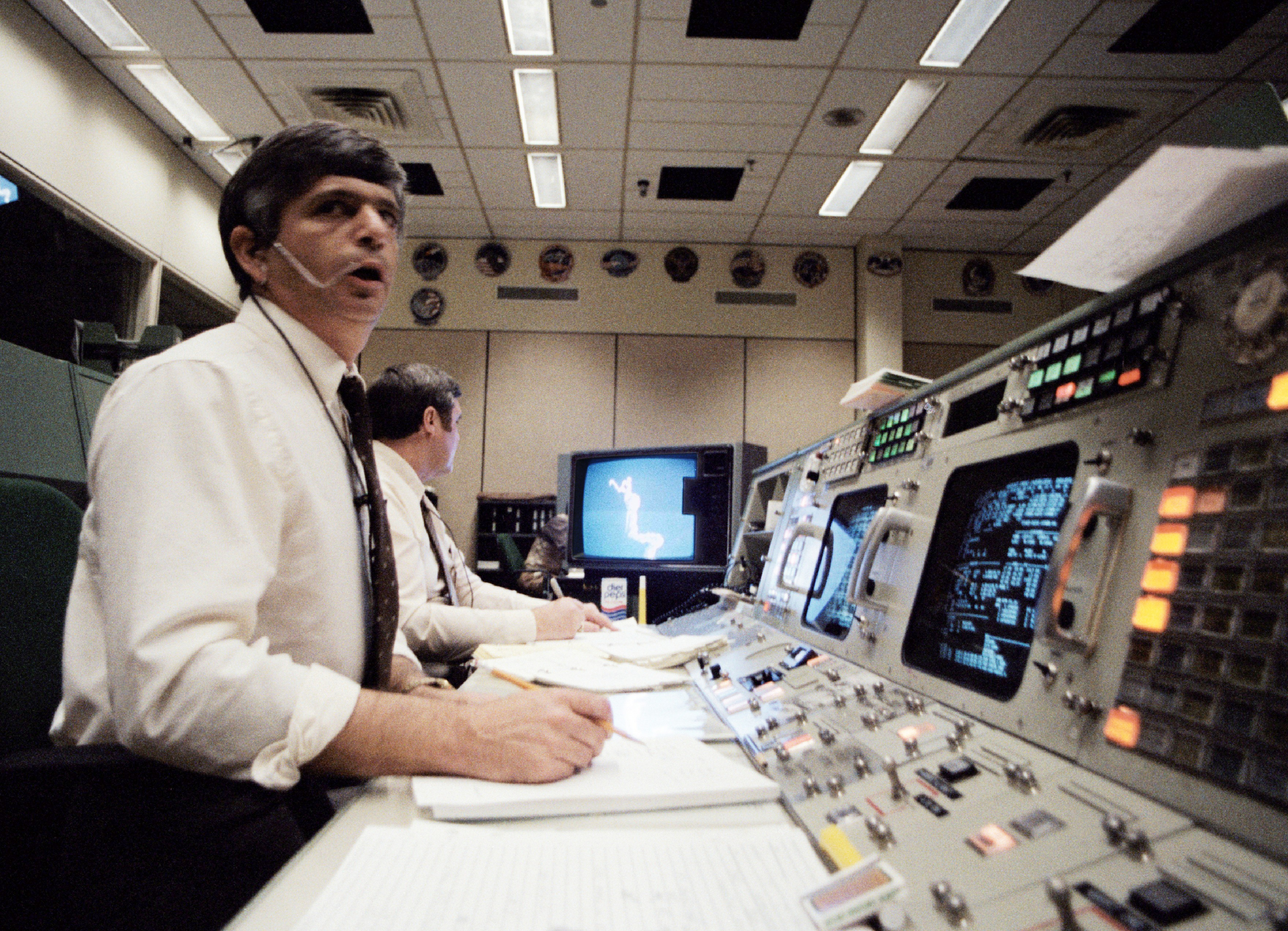
Situaci v řídícím středisku krátce po destrukci Challengeru – na obrázku inženýr Jay Greene.

Mezi davy diváků a v řídícím středisku nastal zmatek. S destrukcí raketoplánu nikdo nepočítal a nebyly vypracovány žádné nouzové scénáře pro takovéto situace. Technici před obrazovkami v řídícím středisku doufali, že se Challenger vynoří z oblaku dýmu a pokusí se o nouzové přistání. Avšak od Challengeru nepřicházely žádné telemetrické údaje a na kanále zvukového spojení panovalo ticho. Přesto se k místům dopadu trosek vydaly záchranné oddíly v helikoptérách. V průběhu několika minut dali velitelé okolních vojenských základen svá letadla plně k dispozici. Připravené k vyplutí byly i některé lodě pobřežní stráže a též lodě Liberty a Freedom, které původně měly vylovit motory SRB z moře po jejich normálním dopadu zpět na hladinu.
Všechny záchranné práce však musely počkat do té doby, dokud nedopadnou všechny trosky. Některé trosky byly vymrštěny až do stratosféry a jejich pád na zem trval až 56 minut. Radiostanice nepřetržitě monitorovaly místo předpokládaného dopadu trosek, aby zaregistrovaly případné nouzové volání. Snaha množství lidí o záchranu posádky byla však marná. Na rychle svolané tiskové konferenci Jesse Moore vyhlásil: „Podle předběžných zpráv, které mám od záchranných oddílů vyslaných na místa předpokládaného dopadu Challengeru, nejsou žádné náznaky toho, že by někdo z posádky přežil.“

## Hledání trosek
Celkem 28 lodí a 13 letadel prozkoumalo v průběhu prvních 8 dní po katastrofě více než 200 000 km² mořské hladiny a vylovily více než 12 tun úlomků raketoplánu. Kromě jiného například části směrovky, motorové sekce a dveří do nákladového prostoru. Kabinu pro posádku, která pravděpodobně po destrukci orbiteru zůstala vcelku, se však zatím nepodařilo najít. Některé trosky vyplavaly na pobřeží, kde je sbírali dobrovolníci. Zpočátku se pátralo v okolí Cape Canaveral v úseku od města Cocoa Beach na jihu až po Daytona Beach na severu. Postupně se pátrání přesouvalo čím dál více na sever (kvůli mořským proudům). Až po týdnu se do pátrání zapojilo šest ponorek typu Scorpio, Sprint a Recon 4. Trosky se shromažďovaly v několika prázdných hangárech montážních hal přímo na Cape Canaveral. 19. února NASA oznámila, že jedna z lodí objevila v sedmnáctimetrové hloubce trosky pravého motoru SRB. Ten byl už od začátku označený jako pravděpodobný hlavní viník nehody.
První stopou po tělesných pozůstatcích posádky byl vyplavený kus modré ponožky se stopami tkání. Kabina pro posádku však byla nalezena až po více než měsíci, 7. března. Ležela na dně oceánu v třicetimetrové hloubce. Okamžitě byla vyzdvižena na palubu záchranného plavidla. Ve vraku kabiny byly nalezeny tělesné pozůstatky členů posádky. Tato oblast byla naposledy přezkoumána 12. dubna. Dvoutunová část pravého motoru SRB, která definitivně potvrdila teorii přehoření spoje mezi segmenty, byla z Atlantského oceánu vytažena 13. dubna. Pátrání po troskách byla ukončena zhruba po třech měsících. Za tu dobu se podařilo najít 45 % konstrukce orbiteru, téměř třetinu hlavní palivové nádrže a 50 % trosek motorů SRB.

## Vyšetřování
Už několik minut po havárii se objevily první spekulace a dohady o tom, co mohlo být příčinou výbuchu. Mezi první hypotézy patřily atentát, sabotáž nebo teroristický útok. Další dohady hovořily o aktivaci autodestrukčního systému hlavní nádrže (autodestrukční systém SRB motorů nemohl být příčinou, protože byl aktivován až bezpečnostním důstojníkem). Tato teorie byla zamítnuta poté, co se podařilo vylovit z moře nepoškozený autodestrukční systém nádrže ET.

### Vyšetřovací komise
NASA ustanovila krátce po havárii vyšetřovací komisi, která však byla rozpuštěna krátce poté, co prezident Ronald Reagan 3. února jmenoval nezávislou komisi, které se začalo říkat prezidentská nebo též Rogersova komise. Tato komise měla plnou pravomoc využít všech prostředků na zjištění příčin havárie. Vyšetřovací komise oficiálně zahájila práci 6. února 1986.
Členy vyšetřovací komise byli

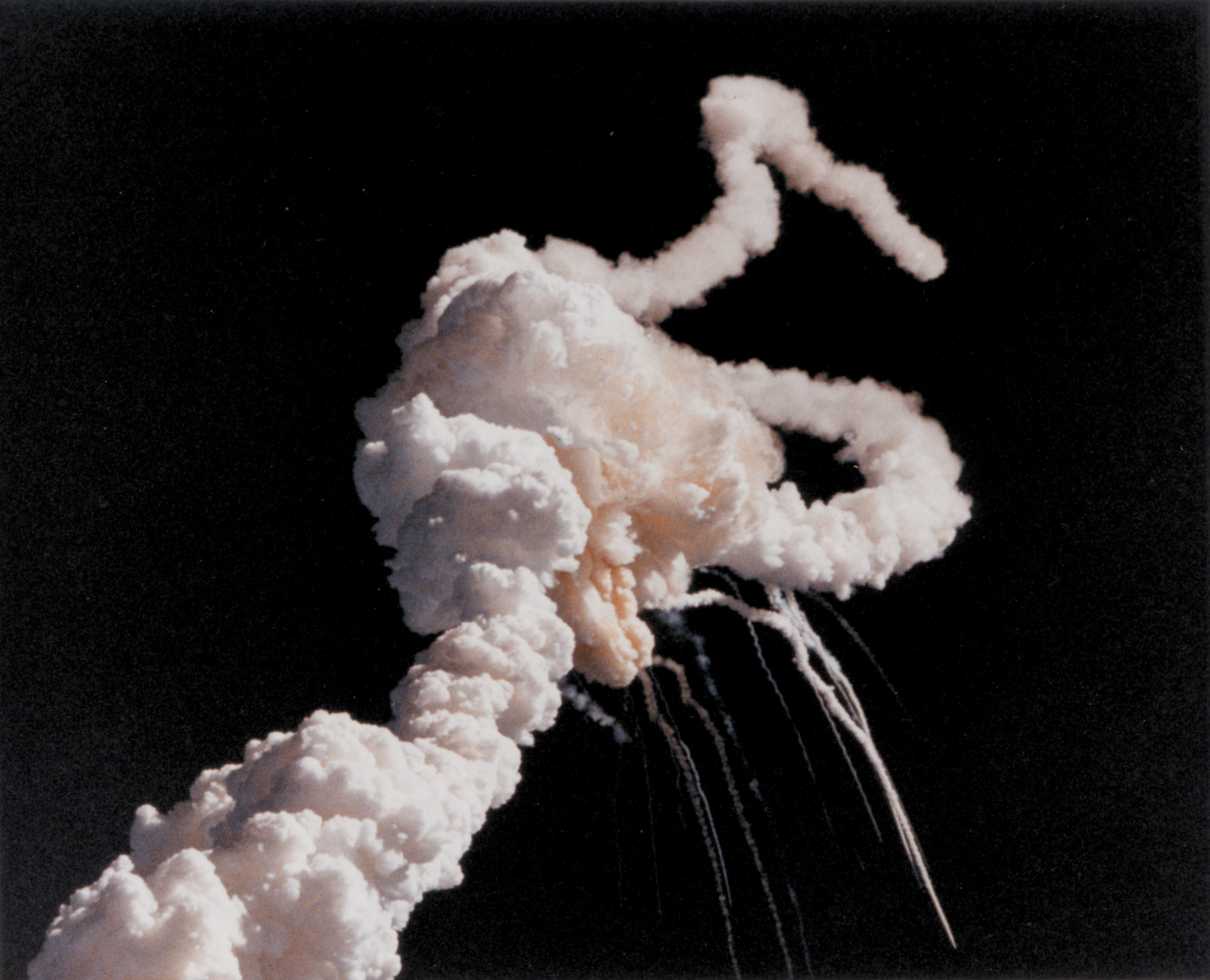
Exploze raketoplánu Challenger STS-51-L: nad oblakem dýmu můžete vidět kondenzační stopu motorů SRB

- William Rogers (bývalý státní sekretář) – předseda vyšetřovací komise
- Charles Yeager (první člověk, který letěl nadzvukovou rychlostí)
- Neil Armstrong (první člověk na Měsíci)
- Sally Rideová (první americká astronautka)
- Albert Wheelon (prezident firmy Hughes Aircraft Company)
- Robert Rummel (letecko-kosmický inženýr)
- Arthur Walker (fyzik ze Stanfordovy univerzity)
- Richard Feynman (nositel Nobelovy ceny za fyziku za rok 1965)
- Eugene Covert (profesor z Massachusettského technologického institutu)
- Robert Hotz (vydavatel letecko-kosmonautického časopisu Aviation Week and Space Technology)
- David Acheson (viceprezident společnosti Commucation Satelite Corp.)
- Donald Kutyna (generál z letectva, měl na starosti vojenské lety raketoplánu)
- Joseph Sutter (viceprezident společnosti Boeing)

### Výsledky vyšetřování
Už tři dny po havárii bylo známo, že několik sekund po startu se na motoru SRB objevil černý obláček dýmu. Další vyšetřování se opíralo o počítačové údaje, filmové záběry a úlomky zničeného raketoplánu.
Vyšetřovací komise dospěla k závěru, že příčinou havárie bylo selhání pryžového těsnění na jedné z pomocných raket (SRB). Stupeň SRB byl totiž dodáván na kosmodrom ve čtyřech segmentech a sestavován na místě. Segmenty byly spojeny ocelovými čepy, mezery utěsněny dvěma kroužky z perfluorovaného kaučuku a speciálním tmelem na bázi chromanu zinečnatého plněného práškovým azbestem. V průběhu dopravy raketoplánu na kosmodrom došlo k mírnému poškození kritického segmentu pravého motoru SRB. Ten byl mírně zdeformovaný a od přesně kruhového tvaru vykazoval odchylku až 15 milimetrů. Jeho tvar byl upravený hydraulickým lisem bez jakéhokoliv dalšího prověřování. Nepodařilo se dokázat podíl tohoto zásahu na nehodě, ale podle všeho tu mohlo dojít k prvotnímu poškození, které potom dovršilo mimořádně chladné počasí. V noci před startem klesla teplota až na -17 °C, kroužky proto ztratily pružnost a netěsnily. Plamen vycházející z místa netěsnosti upálil spoj mezi motorem SRB a externí nádrží (ET), přičemž uvolněný motor SRB narazil do ET, prorazil ji a způsobil výbuch uvolněných plynů.
Vyšetřovací komise dodala prezidentovi USA závěrečnou zprávu 9. června 1986.

## Kabina posádky po výbuchu
Samotná kabina pro posádku sice překonala explozi orbiteru, ale pravděpodobně byla porušena její hermetičnost. Bezprostředně po oddělení kabiny od orbiteru v ní dosáhlo vertikální přetížení hodnotu 12 až 20 G, ale už po dvou sekundách kleslo na 2 až 4 G, což je pro lidský organismus snesitelné. Členové posádky, kteří byli v tomto okamžiku naživu a pravděpodobně i při vědomí museli použít kyslíkové masky. Posádku zabil zřejmě až dopad kabiny na mořskou hladinu o dvě minuty a čtyřicet pět sekund po explozi rychlostí 334 km/h. Hladiny se dotkla nejprve levým předním rohem špičky. Dopad rychlostí 334 km/h způsobil, že kabina byla vystavena obrovskému přetížení odhadujícím se podle odborníků až na 200 G, neboť za těchto podmínek se vodní hladina chová jako pevný beton.
Přesto se větší část její konstrukce zachovala vcelku. Členy posádky nechránily žádné skafandry a z tohoto důvodu oficiální stanovisko NASA znělo: „Posádka pravděpodobně, ne však celkem jistě, ztratila vědomí v průběhu několika sekund po rozpadu raketoplánu a to v důsledku změny atmosférického tlaku uvnitř těžce poškozené kabiny.“ První důkaz, který velmi zpochybnil toto tvrzení, se objevil po prozkoumání trosek kabiny. Na dně oceánu se našly 4 dýchací přístroje, přičemž 3 z nich byly použité. U dvou z nich odborníci dokonce zjistili množství spotřebovaného vzduchu, které bylo 70 až 90% celkových zásob. Toto množství odpovídalo asi 4 až 5 minutám pokojného dýchání, ale protože kabina tak dlouho ani nepadala, je pravděpodobnější, že astronauti v důsledku strachu dýchali rychle a prudce a museli být při vědomí. Množství vzduchu spotřebovaného z přístrojů odpovídalo množství vzduchu vydýchaného za krajně vypjatých podmínek v průběhu dvou a půl minut. Taktéž bývalý astronaut a lékař Joseph Kerwin konstatoval: „Jsem přesvědčený, že přinejmenším velitelovi Scobeemu a pilotovi Smithovi bylo jasné, v jaké beznadějné situaci se nacházejí.“ Rodina Michaela Smitha požadovala od NASA odškodné ve výši 15 miliónů dolarů, vedení NASA se však nakonec s pozůstalými dohodlo mimosoudní cestou.

## Předcházející problémy s těsnicími kroužky
Mise STS-51-L však nebyla první mise, při které se ukázala nespolehlivost motorů SRB. Už při misi Discovery STS-51C došlo k vážnému poškození dvou těsnění mezi segmenty. Další vážná porucha nastala při letu Challengeru STS-51B. Tehdy se porušilo první těsnění a z poškozeného místa začaly šlehat plameny, ale všechny směrem od raketoplánu, a proto nedošlo k dalšímu poškození. I na základě těchto faktů se ještě dávno před katastrofou Challengeru objevila první varování.
„Dospěli jsme k závěru, že pokud první těsnění neplní svoji funkci, může selhat i to druhé.“ Toto napsal v roce 1985 jeden z odborníků na motory SRB, Irwing Davids, vedoucímu letových operací Moorovi. Firma Morton Thiokol poté pod tlakem znepokojivých analýz navrhla NASA, že zahájí výrobu nového typu těsnění. Kvůli zdržením a váháním ze strany NASA však první zkoušky nové varianty motoru měly začít až v roce 1986 a do ostrého provozu se měly dostat nejdříve v roce 1987. Mezitím však nebyly vykonány žádné zvláštní bezpečnostní opatření pro zvýšení spolehlivosti těsnění.

## Následky tragédie

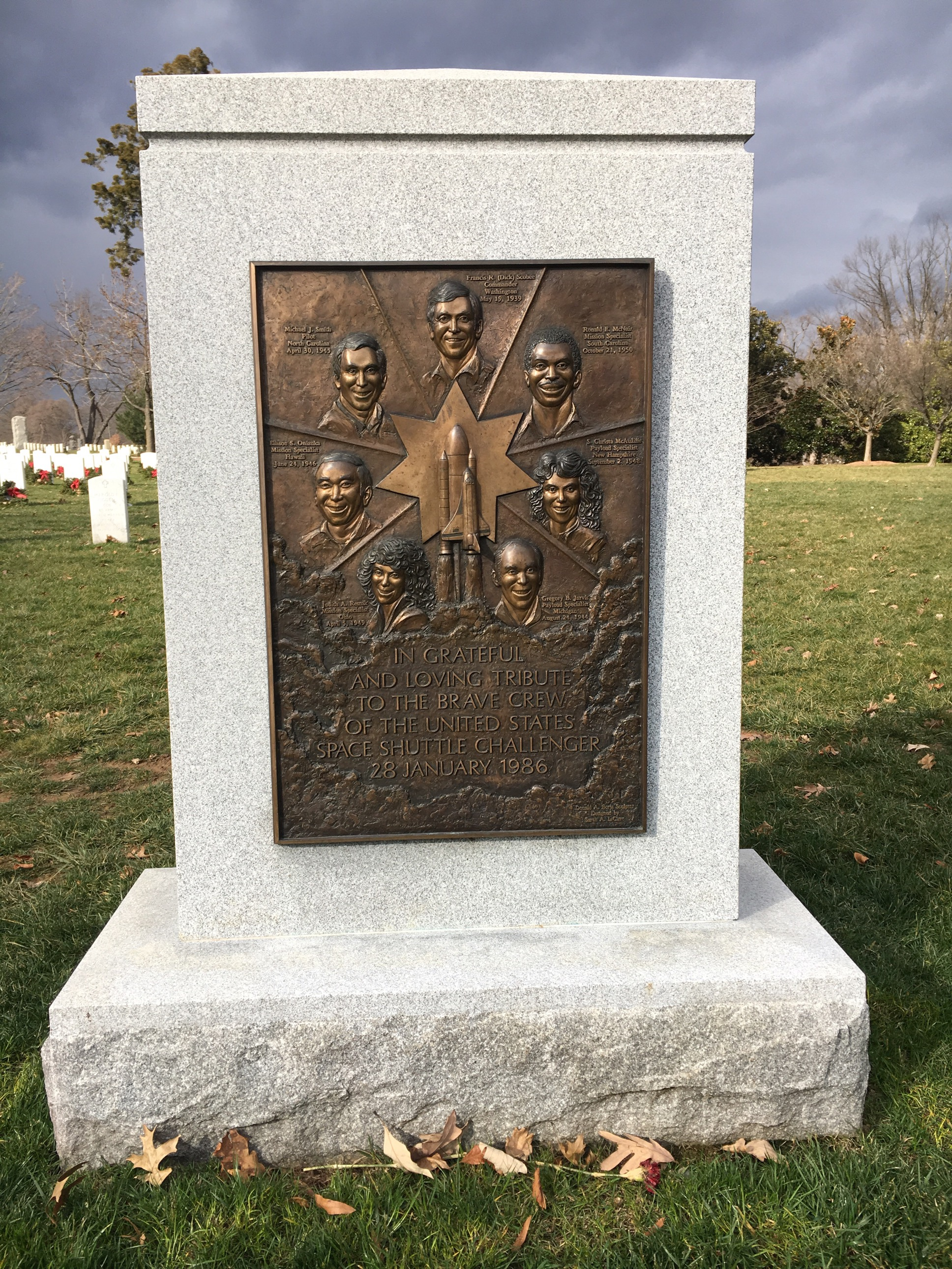
Památník obětem havárie na Arlingtonském národním hřbitově

Havárie raketoplánu Challenger otřásla celým světem. Raketoplán byl do té doby podle mnohých novinářů symbolem amerického snu a dokonalosti. Přesně rok po havárii se na Floridě na symbolických 73 sekund zastavil život a před všemi veřejnými budovami byly vztyčeny černé vlajky.
NASA okamžitě zastavila lety všech raketoplánů na dva a půl roku. Podobné pozastavení letů, též na dva a půl roku, nastalo i po havárii raketoplánu Columbia. 6. března jmenoval prezident Reagan na místo generálního ředitele NASA dr. Jamese C. Fletchera, který už řídil v této funkci NASA v letech 1971 až 1977. 2. dubna byl na vlastní žádost propuštěn vedoucí startovacích příprav raketoplánů S. Reinartz, pravděpodobně z důvodů havárie raketoplánu Challenger. Před vyšetřovací komisí přiznal, že věděl o odmítavém stanovisku techniků firmy Morton Thiokol ke startu za nízkých teplot, ale neinformoval o tom nadřízené složky NASA.
Systém kosmického raketoplánu doznal více než 400 změn, dalších 15 změn se týkalo startovacích komplexů a byla zpřísněna bezpečnostní opatření při přípravě a letu raketoplánů. Pomocné motory SRB, které byly příčinou nehody, prošly 155 změnami. Nejvýraznější z nich bylo to, že mezi segmenty motorů se namísto dvou těsnicích kroužků začaly používat tři. Objevily se též návrhy na úplně novou konstrukci motorů či dokonce na úplně nové pomocné motory, ale z finančních důvodů byly tyto návrhy zamítnuty a zůstalo při motorech SRB. Došlo též k dalším opatřením, která se nehody přímo netýkala. Šlo například o používání lehkých oranžových skafandrů pro posádku při startu nebo návrat k původnímu značení letů raketoplánů jednoduchým číslem, které označuje pořadí v jakém jsou mise schválené. Raketoplány získaly boční nouzový východ, astronauti byli vybaveni padáky a byla vyvinuta nová záchranná pomůcka – teleskopická tyč. 15. srpna 1988 byla schválena stavba náhrady za zničený Challenger – raketoplán Endeavour. Prvním letem, který následoval po tragédii, byl 29. září 1988 let raketoplánu Discovery STS-26.

## Památná gesta
Všichni členové posádky jsou pohřbeni na Arlingtonském národním hřbitově v sekci 46.
2. dubna 1986 oznámila NASA a Astronauts Memorial Foundation plán na postavení památníku v prostorách KSC na Cape Canaveral, který byl připomínal všechny astronauty, kteří zahynuli při výcviku a kosmických letech. Kromě posádky Challengeru to byli Grissom, White, Chaffee, Bassett, See, Freeman, Williams a Givens. NASA poskytla pozemek, AMF financovala návrh, stavbu a v budoucnosti údržbu. Jménem Ellisona Onizuky byla pojmenována letecká základna v Kalifornii, Onizuka AFB. Do washingtonského Kapitolu byl umístěn skupinový portrét posádky Challengeru. Jmény všech členů posádky bylo pojmenováno též 7 planetek. Jedná se o planetky 3350 Scobee, 3351 Smith, 3352 McAuliffe, 3353 Jarvis, 3354 McNair, 3355 Onizuka a 3356 Resnik.